# Carl Mann
Carl Mann (Huntingdon, 22 augustus 1942 - Jackson, Tennessee, 16 december 2020) was een Amerikaanse rock-'n-roll- en rockabillyzanger en pianist.

## Carrière
Al in 1954 richtte Carl Mann zijn eerste band op. In 1957 bracht hij voor het onbeduidende Jaxon-label zijn eerste single Gonna Rock 'n' Roll Tonite / Rockin' Love op de markt, waarvan 350 exemplaren werden geperst. Het succes kwam echter pas in 1959, toen hij met een rockabillyversie van de miljoenenkraker Mona Lisa bij het label Phillips International de pophitlijst haalde (25e plaats), ondanks dat de plaat stevige concurrentie kreeg van een versie van de al gevestigde ster Conway Twitty. De opvolger Pretend, gekoppeld met een nieuw opgenomen versie van Rockin' Love, haalde desondanks nog de 57e plaats van de Billboard Hot 100. Verdere platen haalden de hitlijst niet meer.
Er volgden vijf nieuwe singles en een lp bij Phillips International, alle zoals zijn eerste hit met een rustige rockabillysound, met naast Manns piano en zang het opvallende spel van leadgitarist Eddie Bush. Na zijn militaire dienstplicht in Duitsland en vruchteloze opnamen voor Monument Records beëindigde Mann, intussen familievader, tijdelijk zijn muziekcarrière en ging hij werken in een zagerijmolen. In die periode had hij te kampen met alcoholproblemen. In 1974 nam hij enkele singles op voor het label ABC Records.
Eind jaren 1970 bracht de rockabillyrevival hem nog eens een succes. In 1978 deed hij liveoptredens en maakte opnamen in Nederland. Mann toerde ongeveer tien jaar lang door Amerika en Europa en wijdde zich geheel aan de kerk. Sindsdien werkte hij weer in de houtindustrie.
Zijn opnamen voor Phillips International werden meermaals opnieuw uitgebracht en Mann trad ook op gevorderde leeftijd nog sporadisch op bij grote rockabillyfestivals. In 2008 werkte hij samen met de drummer W.S. Holland als achtergrondmuzikant voor het album Rockabilly Highway van Rayburn Anthony.

## Overlijden
Carl Mann overleed op 16 december 2020 in het Jackson-Madison County General Hospital in Jackson, Tennessee op 78-jarige leeftijd.

## Discografie

### Singles
- 1957: Gonna Rock & Roll Tonight/Rockin' Love
- 1959: Mona Lisa/Foolish One
- 1959: Pretend/Rockin' Love
- 1959: Some Enchanted Evening/I Can't Forget
- 1960: Baby I Don't Care/Vanished
- 1960: South of the Border/Im Comin' Home
- 1960: The Wayward Wind/Born To Be Bad
- 1961: If I Could Change You/I Ain't Got No Home
- 1962: When I Grow Too Old To Dream/Mountain Dew
- 1966: The Serenade Of The Bells/Down To My Last I Forgive You
- 1974: Burnin' Holes In The Eyes Of Abraham Lincoln/The Ballad Of Johnny Clyde
- 1975: Just About Out/Neon Lights
- 1975: Cheatin' Time/It's Not The Coffee
- 1975: Annie-Over-Time/Back Loving
- 1976: Twilight Time/Belly-Rubbin' Country Soul

### Albums
- 1960: Like Mann (Phillips International)
- 1978: Gonna Rock 'N' Roll Tonight (Rockhouse)
- 1981: In Rockabilly Country (Rockhouse)
- 2005: Legacy -Strait & Narrow Road (Round Midnight)
- 2006: Endlessly (Legendary Country Influences) (Round Midnight)
- 2007: A Rockabilly Christmas (Catalogue)
- 2009: Rayburn Anthony, W.S. Holland & Carl Mann - Rockabilly Highway - After 50 Plus Years, Still Rockin’
- 2012: Carl Mann (Jaxon Records [Beperkte cd-r-publicatie])
- 2013: Carl Mann & Rayburn Anthony - Cruisin Around (JL Records Sweden)
- 2016: Rockabilly Renaissance (Jaxon Records)

- Bibliothèque nationale de France: cb14043677h (data)
- Gemeinsame Normdatei: 134454251
- International Standard Name Identifier: 0000 0001 1474 499X
- Library of Congress Control Number: n92047814
- MusicBrainz: 1630f57d-20af-4239-a3e3-709cf01840e2
- Nationale Bibliotheek van Tsjechië: xx0093178
- Nederlandse Thesaurus van Auteursnamen: 099651254
- SNAC: w6f63r79
- Virtual International Authority File: 70585860